# Elez Han
Elez Han ( albánsky Hani i Elezit, v srbské cyrilici Елез Хан turecky Elezhan) je město na jihu Kosova, v údolí řeky Lepenac. Jižně od města se nachází hraniční přechod s Severní Makedonií. Přes Elez Han prochází hlavní silniční i železniční tah mezi severomakedonskou metropolí Skopje a hlavním městem Kosova, Prištinou.
Na místě Elez Hanu se nacházelo souvislé osídlení již od počátku 16. století. Obec se rozvíjela okolo zájezdního hostince stejného názvu. Turecké záznamy jej uvádějí pod názvem Sharr, patrně podle nedalekého pohoří Šar planina. V roce 1914 bylo přejmenováno na počest srbského generála Božidara Jankoviće na Đeneral Janković/Ђенерал Јанковић. Tento název byl po vyhlášení nezávislosti Kosova odstraněn a od roku 2012 tak používá Elez Han své původní jméno, a to jak v albánštině, tak i srbštině.
Značnou část intravilánu města zaujímá velká cementárna společnosti Sharrcem, která zpracovává vápencovou skálu nacházející se východně od města. Kámen je odvážen po železnici, která městem vede již od roku 1873.

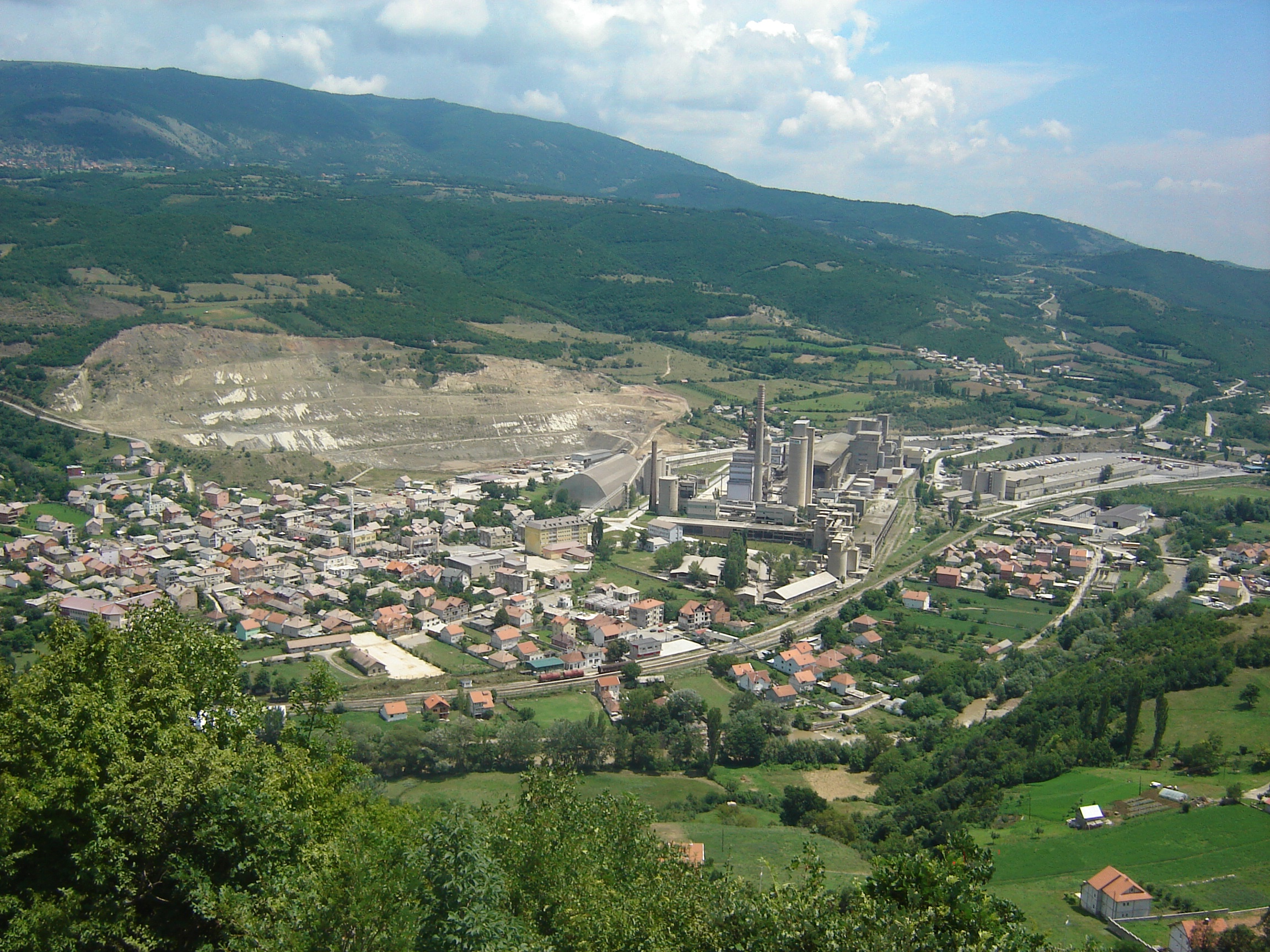
Pohled na město.